# 平井號誌站
平井號誌站（日语：／ Kozakai Shingō-ba */?）是位於愛知縣豐川市平井町神明，名古屋鐵道（名鐵）名古屋本線的號誌站。
此號誌站是名鐵名古屋本線和東海旅客鐵道（JR東海）飯田線的分支點。在JR前身日本國有鐵道（國鐵）時代，飯田線側一處設有平井號誌站。國鐵的號誌站在1963年（昭和38年）廢止，並整合至小坂井站。
豐橋站和平井號誌站之間，名鐵的營業距離為3.8公里，國鐵的營業距離為3.9公里。

## 歷史
- 1927年（昭和2年）6月1日 - 豐川鐵道開設平井信號所[3]。愛知電氣鐵道（後來為名鐵）也新設同名號誌站[1]。
- 1943年（昭和18年）8月1日 - 豐川鐵道線被國有化。在國鐵線一方的號誌站名稱改名平井號誌站[3]（在名鐵一方的號誌站沒有改名，仍然名為平井信號所[2]）。
- 1963年（昭和38年）12月17日 - 國鐵平井號誌站併入至小坂井站內[3]。
- 1987年（昭和62年） - 伴隨國鐵分割民營化，統一了號誌站的名稱，名鐵改名為平井號誌站[2]。

## 車站構造
此號誌站是名鐵名古屋本線與JR飯田線的分支與匯合點，兩路線都是設有複線鐵路。下行線在分支點後，右邊路軌是JR飯田線前往豐川方向，穿過名鐵上行線路軌。在豐橋方向中，名鐵名古屋本線是直線路軌，JR飯田線是彎曲路軌。
號誌站是在名鐵名古屋本線的前身愛知電氣鐵道和飯田線的前身豐川鐵道時候，於1927年（昭和2年）啟用。當時兩線均為單線鐵路，匯合為成為雙線鐵路，而在兩線匯合位置了號誌站。在豐川鐵道國有化後，南邊下行線由國鐵擁有，北邊上行線由名鐵擁有。在國鐵分割民營化後由JR東海接管。
在豐川鐵道國有化後，號誌站由國鐵（後來JR東海）操作信號燈。國鐵在1963年（昭和38年）由在平井號誌站操作信號變為在小坂井站內操作，同時國鐵號誌站成為小坂井站的一部分，在名鐵號誌站中沒有改變。

## 相鄰車站
日本国有鐵道
飯田線
下地－（平井號誌站）－小坂井
名古屋鐵道（名鐵）
名古屋本線
豐橋－（平井號誌站）－伊奈

## 注腳
1. 1 2 3  《日本鉄道旅行地図帳》7號，p42
2. 1 2 3 4 5 6  《信号場と信号所》，p20
3. 1 2 3 4 5 6  《停車場変遷大事典》2，p97
4. 1 2  《東海道ライン全線・全駅・全配線》第4卷，p44、p6（配線圖）